# 今井英二
今井 英二（いまい ひでじ、1930年（昭和5年）7月27日 - 1994年（平成6年）7月13日）は、昭和から平成時代の政治家。福島県白河市長。

## 経歴
白河市出身。明治大学商学部中退。中退後は帰郷し、家業の製麺工場を経営する。その傍ら白河青年会議所に入り、理事長となる。
1973年（昭和48年）から2期白河市長を務め、1981年（昭和56年）落選。1989年（平成元年）4月、再選し通算4期務めた。1994年（平成6年）7月、急性心不全のため死去。